# Aldo Olivieri
Aldo Olivieri (San Michele Extra, Verona, 2 de octubre de 1910-Camaiore, Lucca, 5 de abril de 2001) fue un futbolista y director técnico italiano. Se desempeñaba en la posición de guardameta.

## Selección nacional
Fue internacional con la selección de fútbol de Italia en 24 ocasiones. Debutó el 15 de noviembre de 1936, en un encuentro amistoso ante la selección de Alemania que finalizó con marcador de 2-2.

### Participaciones en Copas del Mundo
| Mundial                        | Sede    | Resultado |
| ------------------------------ | ------- | --------- |
| Copa Mundial de Fútbol de 1938 | Francia | Campeón   |

## Clubes

### Como futbolista
| Club              | País   | Año         |
| ----------------- | ------ | ----------- |
| Hellas Verona     | Italia | 1929 - 1933 |
| Calcio Padova     | Italia | 1933 - 1934 |
| Lucchese Libertas | Italia | 1934 - 1938 |
| Torino F. C.      | Italia | 1938 - 1942 |
| Brescia Calcio    | Italia | 1942 - 1943 |

### Como entrenador
| Club              | País   | Año         |
| ----------------- | ------ | ----------- |
| Esperia Viareggio | Italia | 1945 - 1946 |
| Lucchese Libertas | Italia | 1946 - 1947 |
| Esperia Viareggio | Italia | 1947 - 1948 |
| Udinese Calcio    | Italia | 1948 - 1950 |
| Inter de Milán    | Italia | 1950 - 1952 |
| Udinese Calcio    | Italia | 1952 - 1953 |
| Juventus F. C.    | Italia | 1953 - 1955 |
| Lucchese Libertas | Italia | 1955 - 1956 |
| A. C. Pistoiese   | Italia | 1956 - 1957 |
| Triestina Calcio  | Italia | 1957 - 1959 |
| Hellas Verona     | Italia | 1959 - 1960 |
| Casertana Calcio  | Italia | 1967 - 1968 |

## Palmarés

### Como futbolista

#### Campeonatos nacionales
| Título  | Club              | País   | Año     |
| ------- | ----------------- | ------ | ------- |
| Serie B | Lucchese Libertas | Italia | 1935-36 |

#### Copas internacionales
| Título                 | Equipo              | País   | Año  |
| ---------------------- | ------------------- | ------ | ---- |
| Copa Mundial de Fútbol | Selección de Italia | Italia | 1938 |

### Como entrenador

#### Campeonatos nacionales
| Título  | Club              | País   | Año     |
| ------- | ----------------- | ------ | ------- |
| Serie B | Lucchese Libertas | Italia | 1946-47 |
| Serie C | Udinese Calcio    | Italia | 1948-49 |
| Serie B | Triestina Calcio  | Italia | 1957-58 |